# Penniverpa chersonesa
Penniverpa chersonesa är en tvåvingeart som beskrevs av Webb 2008. Penniverpa chersonesa ingår i släktet Penniverpa och familjen stilettflugor. Inga underarter finns listade i Catalogue of Life.